# Lijst van nummer 1-hits in de Verrukkelijke 15 in 1984
Deze nummers stonden in 1984 op nummer 1 in de Verrukkelijke 15.
| Nummer | Datum        | Artiest                   | Titel                       |
| ------ | ------------ | ------------------------- | --------------------------- |
| 7      | 3 januari    | Duran Duran               | New Moon on Monday          |
|        | 10 januari   | Duran Duran               | New Moon on Monday          |
|        | 17 januari   | Duran Duran               | New Moon on Monday          |
| 8      | 24 januari   | Frank Boeijen Groep       | Zwart Wit                   |
|        | 31 januari   | Frank Boeijen Groep       | Zwart Wit                   |
| 9      | 7 februari   | China Crisis              | Wishful Thinking            |
| 10     | 14 februari  | Pat Benatar               | Love Is a Battlefield       |
|        | 21 februari  | Pat Benatar               | Love Is a Battlefield       |
| 11     | 28 februari  | Simple Minds              | Up on the Catwalk           |
|        | 6 maart      | Simple Minds              | Up on the Catwalk           |
|        | 13 maart     | Simple Minds              | Up on the Catwalk           |
|        | 20 maart     | Simple Minds              | Up on the Catwalk           |
| 12     | 27 maart     | Depeche Mode              | People Are People           |
|        | 3 april      | Depeche Mode              | People Are People           |
|        | 10 april     | Depeche Mode              | People Are People           |
|        | 17 april     | Depeche Mode              | People Are People           |
|        | 24 april     | Depeche Mode              | People Are People           |
| 13     | 1 mei        | Thomas Dolby              | I Scare Myself              |
| 14     | 8 mei        | Duran Duran               | The Reflex                  |
|        | 15 mei       | Duran Duran               | The Reflex                  |
|        | 22 mei       | Duran Duran               | The Reflex                  |
|        | 29 mei       | Duran Duran               | The Reflex                  |
| 15     | 5 juni       | The Human League          | The Lebanon                 |
|        | 12 juni      | The Human League          | The Lebanon                 |
| 16     | 19 juni      | Frankie Goes to Hollywood | Two Tribes                  |
|        | 26 juni      | Frankie Goes to Hollywood | Two Tribes                  |
|        | 3 juli       | Frankie Goes to Hollywood | Two Tribes                  |
|        | 10 juli      | Frankie Goes to Hollywood | Two Tribes                  |
|        | 17 juli      | Frankie Goes to Hollywood | Two Tribes                  |
| 17     | 24 juli      | Bronski Beat              | Smalltown Boy               |
|        | 31 juli      | Bronski Beat              | Smalltown Boy               |
|        | 7 augustus   | Bronski Beat              | Smalltown Boy               |
| 18     | 14 augustus  | Split Enz                 | Message to My Girl          |
|        | 21 augustus  | Split Enz                 | Message to My Girl          |
|        | 28 augustus  | Split Enz                 | Message to My Girl          |
| 19     | 4 september  | U2                        | Pride (In the Name of Love) |
|        | 11 september | U2                        | Pride (In the Name of Love) |
|        | 18 september | U2                        | Pride (In the Name of Love) |
|        | 25 september | U2                        | Pride (In the Name of Love) |
|        | 2 oktober    | U2                        | Pride (In the Name of Love) |
|        | 9 oktober    | U2                        | Pride (In the Name of Love) |
|        | 16 oktober   | U2                        | Pride (In the Name of Love) |
|        | 23 oktober   | U2                        | Pride (In the Name of Love) |
|        | 30 oktober   | U2                        | Pride (In the Name of Love) |
| 20     | 6 november   | The Stranglers            | Skin Deep                   |
|        | 13 november  | The Stranglers            | Skin Deep                   |
| 21     | 20 november  | Het Goede Doel            | Net Zo Lief Gefortuneerd    |
| 22     | 27 november  | U2                        | The Unforgettable Fire      |
|        | 4 december   | U2                        | The Unforgettable Fire      |
|        | 11 december  | U2                        | The Unforgettable Fire      |
|        | 18 december  | U2                        | The Unforgettable Fire      |
| 23     | 25 december  | Tears for Fears           | Shout                       |